# Obachi
Koordinaten: 40° 42′ 12,2″ N, 141° 22′ 9,8″ O
Obachi (jap. 尾駮) ist ein Startplatz für meteorologische Raketen und Rockoons in der japanischen Präfektur Aomori. Am 18. Juni 1961 erreichte eine von hier gestartete Kappa 4 eine Gipfelhöhe von 105 km.